# Associação Recreativa de Freixieiro
A Associação Recreativa de Freixieiro foi fundado no dia 25 de novembro de 1935, um punhado de homens liderado por Alfredo Moreira dos Santos criaram o Grupo Dramático Recreativo Instrutivo e Beneficente de Freixieiro, tendo as suas origens no teatro e no futebol popular.

#### O "Choradinho"
Entre os anos 60 e 80, a atividade principal era a realização de bailes na antiga sede social aos fins de semana e pequenas representações teatrais, que foram a causa da denominação de "O Choradinho". No início dos anos 80, assume a liderança Mário Alves da Silva Brito. Nasce uma nova época no clube com a nomeação de uma comissão administrativa composta por 20 associados, até 1997, data do seu falecimento. É importante relevar a realização de muitos torneios de futebol de salão, sendo o Freixieiro, em 29 de dezembro de 1986, um dos 3 clubes fundadores da Associação de Futebol de Salão do Porto, juntamente com a Associação de Moradores de Massarelos e o Clube Desportivo Os Académicos.
Assim, começou a participar diretamente na 1ª divisão nacional de futebol de salão com Associações de todo o País. é uma equipa profissional de futsal com sede em Matosinhos no famoso Pavilhão Do Choradinho, Portugal. Palco de grandes Exibições De 19 a 26 de janeiro de 1990, realiza-se no nosso pavilhão o segundo campeonato da Europa de futebol de salão, tendo o nosso país sagrado campeão europeu. Durante 7 dias, tivemos transmissões na RTP canal 1 e RTP internacional e lotações esgotadas. Em 1993, realiza-se no nosso pavilhão e no pavilhão do Académico a primeira taça das comunidades europeias de futebol de salão, sendo a entidade organizadora na cidade do Porto a liga de clubes de salão do Porto. Em 1997, dá-se a fusão entre as 3 modalidades, ou seja, futebol de salão, futebol de 5 e futsal, continuando o Freixieiro na primeira divisão nacional. As 3 maiores associações uniram-se FIFA, UEFA e FPF.
Em 1998, com o falecimento do Presidente Mário Brito "Pai", deixando o pavilhão gimnodesportivo construído, herda a sua pesada herança o seu filho também Mário Brito. E até aos dias de hoje é presidente, fazendo já 25 anos de liderança. A equipa do Freixieiro, começou a ganhar destaque quando em 1991, chegou à final do Campeonato Europeu de Clubes, tendo perdido o título para a equipa espanhola do Interviú. Na época 2001/02, o Freixieiro conseguiu ganhar o Campeonato de Futsal pela primeira vez e a Supertaça. Atualmente encontra-se a jogar na AF Porto 1ª Divisão Série 1. o freixieiro Campeão Nacional da 1ª Divisão Nacional de Futsal Em 2001-2002, o Freixieiro sagrou-se Campeão Nacional da 1ª Divisão Nacional de futsal sem derrotas. Época essa que fica também registada com a entrada do Sport Lisboa e Benfica na modalidade. É de referir que a 1ª e única vez até aos dias de hoje tivemos o senhor secretário de estado do desporto Dr. Hermínio Loureiro. Em 2002, ganhamos a Supertaça, o Freixieiro venceu o Grupo Desportivo Laza "Vizela". Instituição de Utilidade Pública A direção trabalha para a homologação dos novos estatutos, de acordo com a lei de bases do sistema desportivo, e inicia também o processo de instituição de utilidade pública.
Em 4 de novembro de 2004, com a atribuição do Senhor Primeiro-Ministro Pedro Santana Lopes. Campeonatos distritais  Em 2005-2006, é de relevar também que, relativamente a esta época, obtivemos 5 títulos de campeão distrital nos escalões: escolas, iniciados, juvenis e juniores, terminando com a entrega de 150 faixas e medalhas no dia 16 de setembro de 2006, sob a coordenação do dirigente Manuel Rocha. Novas instalações Entre 2006 e 2013, o clube continuou a apoiar a formação e a equipa sénior.
No ano de 2013, desceu aos distritais. Tivemos a felicidade, sob a batuta de Bruno Guimarães, na época 2014-2015, coadjuvado por Xano, Carlos Moka e pelo excelente plantel que tivemos ao dispor, de subir na época seguinte à 2ª divisão nacional. Ao longo dos últimos anos, sob a liderança do presidente da Câmara Municipal de Matosinhos, Dr. Guilherme Pinto, fomos trabalhando para a construção das instalações que hoje albergam a nossa sede social, a sala de troféus e o bar de apoio à atividade. Em 4 de janeiro de 2017, iniciam-se as obras da referida construção e que deram origem à bonita instalação que hoje temos e que foram inauguradas a 16 de setembro de 2017.
Tem um Hino Oficial AR Freixieiro.

## Troféus

### Nacionais[5]
- Campeonato Nacional: 1

2001/02
- Supertaça Nacional: 1

2001/02; 2002/03 (finalista vencido)
- Taça de Portugal: 0

1999/00 (finalista vencido); 2002/03 (finalista vencido)

### Internacionais
- Campeonato Europeu de Clubes / UEFA Futsal Cup: 0

1990/91 (finalista vencido)